# Боса (река)
Боса (укр. Боса, крымскотат. Bosa, Боса) — река в юго-западном Крыму (Севастополь), левый приток реки Чёрная, (фактически — впадает в Чернореченское водохранилище). Длина водотока — 4,8 км, площадь водосборного бассейна — 8,72 км².

## Название
Топоним Боса на крымскотатарском означает порог (река действительно довольно порожистая).

## География

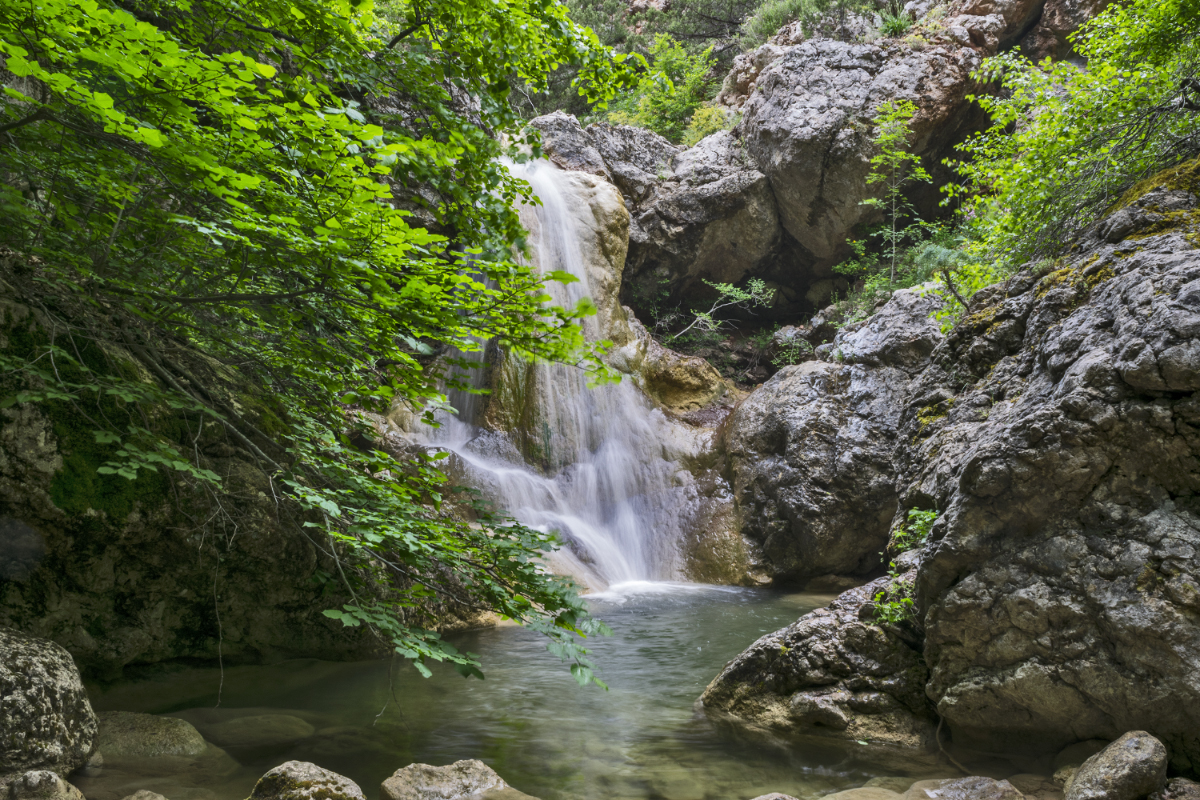
Родниковский водопад, река Боса, сезонный

Исток реки находится на восточном склоне горы Пилав-Тепе, недалеко от перевала Шайтан-Мердвен. Течёт на северо-запад по балке, в современных источниках называемой Босая, образуя живописный каньон с водопадом Боса, или Родниковский высотой 5 м. По балке проходит древняя Капуркайская тропа (колёсный путь), одна из нескольких, связывающих Южный Берег Крыма через Шайтан-Мердвен с Байдарской долиной.
Водоток в реке наблюдается только зимой и весной, остальное время русло сухое. Согласно справочника «Поверхностные водные объекты Крыма» у реки 1 безымянный приток, длиной менее 5 километров, впадает в Чернореченское водохранилище у села Родниковское (ранее впадала в Чёрную несколько севернее) в 33,0 км от устья. Водоохранная зона реки установлена в 50 м.